# Flugplatz Sinsheim

i7
i11
i13

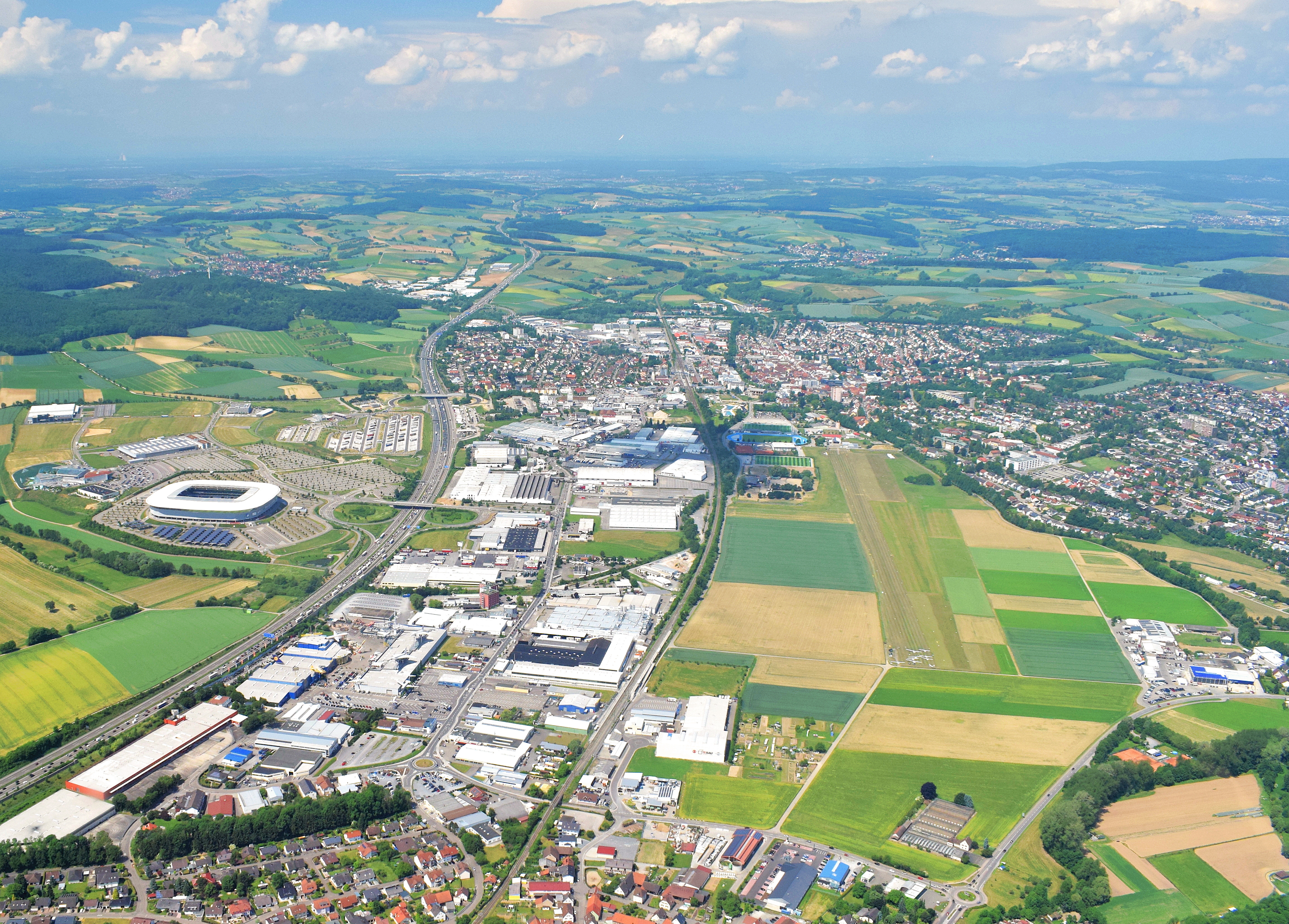
Sinsheim, Luftbild von Ost nach West, mit Stadion, Technikmuseum und Flugplatz

Das Flugplatz Sinsheim (ICAO-Code: EDTK) ist ein Sonderlandeplatz und liegt zwischen der Stadt Sinsheim (Baden-Württemberg) im Westen, deren Ortsteil Rohrbach im Nordosten und Steinsfurt im Südosten „Wiesental“ in der breiten linken Aue der Elsenz. Er wird vom Luftsportverein Flugsportring Kraichgau e. V. Sinsheim betrieben. Der Platz ist für Segelflugzeuge, Motorsegler, Ultraleichtflugzeuge und Motorflugzeuge mit einem Höchstabfluggewicht von bis zu 1,2 Tonnen zugelassen.

## Gelände
Die Start- und Landebahn des Sonderlandeplatzes hat eine Länge von 1022 m mit einer Ausrichtung von 12/30 und einer Südplatzrunde. Die Graspiste dient dem Motorflugbetrieb und als Schleppstrecke für den Windenstart der Segelflugzeuge. Neben der Hauptstart- und Landebahn gibt es an beiden Enden des Platzes jeweils eine separate Landebahn für den Segelflug.
Das Fluggelände ist auch für Motorsegler und für eine Schleppmaschine zugelassen. Starts und Landungen von motorbetriebenen Luftfahrzeugen werden aber wegen des naheliegenden Gesundheitszentrums des Rhein-Neckar-Kreises und auch im Hinblick auf die Anwohner nur in beschränktem Umfang von der Vorstandschaft genehmigt.
Das Wiesental dient zugleich als Naherholungsgebiet für die Sinsheimer Bevölkerung. Im Jahr 2001 erhielt der Verein für seine Umweltinitiativen die „Blaue Flagge für Segelfluggelände“.
Das Segelfluggelände dient auch als Hochwasserrückhaltebecken und wird im Hochwasserfall als Retentionsraum genutzt und geflutet. Eine Dammscharte befindet sich in der Nähe des Hangars und wird als Zugang zum Fluggelände genutzt.

## Geschichte
Das Gelände wurde bereits während des Zweiten Weltkriegs als Notlandeplatz für die Luftwaffe verwendet. In den letzten Kriegsmonaten waren mehrfach Militärflugzeuge dort stationiert.
Nach dem Krieg pflügten Landwirte der drei angrenzenden Orte die meisten Wiesengrundstücke um, damit sie als landwirtschaftliche Felder genutzt werden konnten. Nach der Freigabe des Segelfluges durch die Alliierten im Jahr 1951 entstanden drei Segelfliegergruppen in den Orten Sinsheim, Waibstadt und Neckarbischofsheim. Erste Flugtage wurden organisiert und mit Erfolg durchgeführt. Im Februar 1953 schlossen sich die Segelflieger zusammen und gründeten aus den drei Ortsgruppen den "Flugsportring Kraichgau".
Die wenigen als Wiesen verbliebenen Grundstücke wurden zum Starten und Landen der Segelflugzeuge an der Seilwinde genutzt, was meist nur im Frühjahr und im Herbst außerhalb der Wachstumsphase möglich war. In den Sommermonaten flog man auf benachbarten Plätzen oder am Klippeneck auf der Schwäbischen Alb.
In den Jahren 1960 bis 1964 wurde durch den Verein das erste Gebäude im Sinsheimer Wiesental errichtet. Es entstand eine kleine Flugzeughalle mit Werkstatt, Clubraum, Küche, Flugleitung und Modellbauwerkstatt.
Weiterhin war nur sehr eingeschränkter Flugbetrieb mit Zustimmung der Grundstückseigentümer oder -pächter möglich, deshalb wurde das heutige Segelfluggelände als Sporteinrichtung in den Jahren 1968 bis 1972 unter Mithilfe des Landkreises Sinsheim geschaffen. Hierzu tauschten etwa 50 Landwirte ihre Grundstücke mit einer kirchlichen Institution. Anschließend konnte man das gesamte erforderliche Gelände von ca. 17 ha in einem Stück von dem einzigen neuen Eigentümer pachten. Im Herbst 1971 wurde das gesamte Areal umgepflügt, und im Frühjahr 1972 wurde es planiert und eingesät. Während der Anwachsphase wichen die Segelflieger auf das Segelfluggelände Mülben im Hohen Odenwald aus.
Im September 1972 wurde mit einem Flugtag der neue Flugplatz mit einer etwa 1.000 Meter langen Start- und Landebahn in Betrieb genommen. Die Start- und Landezahlen erhöhten sich deutlich.
Aus den ursprünglich rund 50 Mitgliedern wurden bis heute etwa 230 Mitglieder, der Flugzeugbestand erhöhte sich von damals drei auf heute elf Segelflugzeuge, einen Motorsegler, eine Doppeltrommelwinde und eine Schleppmaschine. Mehrere Flugzeughallen, eine Gerätehalle und eine Reihe von Hallen für Segelflugzeuganhänger entstanden.
Heute stehen außerdem zwei Werkstatträume, ein Modellflugraum, ein Büroraum mit Flugleitung, ein Unterrichtsraum, die modernisierte Fliegerklause mit Nebenräumen und eine Tankanlage zur Verfügung. Weiterhin besteht eine Außenanlage mit Spielplatz, Grillplatz und einigen Wohnmobilstellplätzen. Neben den vereinseigenen Flugzeugen sind zwei weitere Motorsegler und etwa 15 private Segelflugzeuge von Mitgliedern in den Hallen untergestellt.
In den Jahren 2003/2004 wurde vom Hochwasserzweckverband Elsenztal der westliche Teil des Flugplatzes mit einem Damm zum Hochwasserrückhaltebecken umgebaut, da in den vorangegangenen Jahren mehrmals Hochwasser vom Fluss Elsenz oder dem dieser vom linken Auenrand her wenig flussabwärts zulaufenden Ilvesbach Teile der Stadt Sinsheim überflutet hatten. Der Zugang von den Hallen zum Flugplatz passiert ein automatisches Tor, das im Fall von Hochwasser geschlossen werden kann. Das System wurde 2004 in Betrieb genommen.